# Космос-2360
Космос-2360 је један од преко 2400 совјетских вјештачких сателита лансираних у оквиру програма Космос.
Космос-2360 је лансиран са космодрома Тјуратам, Бајконур, Казахстан, 28. јула 1998. Ракета-носач је поставила сателит у орбиту око планете Земље. 